# Dziób
Dziób [ʥ̑up]IPA (česky zobák, příď, špička) je vrch v Sudetach Środkowych, v Górach Stołowych, v pohoří Zawory v jihozápadním Polsku. Dziób má nadmořskou výšku 693 metrů.
Dziób leží v severovýchodní části pásma Zawory. Vrch tvoří krátký severojižní hřbet se dvěma vrcholy, jižním svahem je spojen přes vrch Rogal s Mieroszowskimi Ścianami.
Dziób je tvořen svrchnokřídovými pískovci a jílovci.
Dziób je zcela zalesněn smrčinami.